# Leichtathletik-Asienmeisterschaften 2005
Die 16. Leichtathletik-Asienmeisterschaften wurden vom 1. bis 4. September 2005 in Incheon, Republik Korea ausgetragen.

## Teilnehmende Nationen
| - Afghanistan (2) - Brunei (2) - China, Volksrepublik (50) - Chinesisch Taipeh (22) - Hongkong (12) - Indien (41) - Indonesien (5) - Irak (7) - Iran (11) | - Japan (69) - Kambodscha (2) - Kasachstan (33) - Katar (17) - Kirgisistan (7) - Korea, Demokratische Volksrepublik (7) - Korea, Republik (63) - Kuwait (13) - Laos (1) | - Libanon (4) - Macau (6) - Malaysia (16) - Malediven (1) - Mongolei (2) - Oman (6) - Pakistan (7) - Philippinen (14) - Saudi-Arabien (22) | - Singapur (11) - Sri Lanka (28) - Syrien (4) - Tadschikistan (3) - Thailand (26) - Timor-Leste (2) - Usbekistan (9) - Vietnam (11) |

## Männer

### 100 m
| Platz | Athlet                    | Land | Zeit (s) |
| ----- | ------------------------- | ---- | -------- |
| 1     | Yahya al-Gahes            | SAU  | 10,39    |
| 2     | Shingo Suetsugu           | JPN  | 10,42    |
| 3     | Khaled Youssef al-Obaidli | QAT  | 10,45    |
| 4     | Nobuharu Asahara          | JPN  | 10,57    |
| 5     | Wachara Sondee            | THA  | 10,61    |
| 6     | Anil Kumar Prakash        | IND  | 10,61    |
| 7     | Witali Medwedew           | KAZ  | 10,67    |
| –     | Wjatscheslaw Murawjow     | KAZ  | DNS      |

Wind: −0,3 m/s

### 200 m
| Platz | Athlet                     | Land  | Zeit (s) |
| ----- | -------------------------- | ----- | -------- |
| 1     | Hamed Hamadan al-Bishi     | SAU   | 20,66    |
| 2     | Tatsuro Yoshino            | JPN   | 20,68    |
| 3     | Yang Yaozu                 | CHN   | 20,85    |
| 4     | Tang Yik Chun              | CN-HK | 21,01    |
| 5     | Prasanna Amarasekara       | LKA   | 21,12    |
| 6     | Wang Chengliang            | CHN   | 21,29    |
| 7     | Hamoud Abdallah al-Dalhami | OMN   | 21,31    |
| 8     | Humoud al-Saad             | KWT   | 21,40    |

Wind: +1,8 m/s

### 400 m
| Platz | Athlet                 | Land | Zeit (s) |
| ----- | ---------------------- | ---- | -------- |
| 1     | Yūzō Kanemaru          | JPN  | 46,04    |
| 2     | Prasanna Amarasekara   | LKA  | 46,48    |
| 3     | Rohan Pradeep Kumara   | LKA  | 46,52    |
| 4     | Hamed Hamadan al-Bishi | SAU  | 46,55    |
| 5     | Yuki Yamaguchi         | JPN  | 46,65    |
| 6     | Mohammad Akefian       | IRN  | 46,93    |
| 7     | Reza Bouazar           | IRN  | 47,58    |
| 8     | Cho Sung-kwon          | KOR  | 47,81    |

### 800 m
| Platz | Athlet               | Land | Zeit (s) |
| ----- | -------------------- | ---- | -------- |
| 1     | Majed Saeed Sultan   | QAT  | 1:44,27  |
| 2     | Abdulrahman Suleiman | QAT  | 1:44,73  |
| 3     | Sajjad Moradi        | IRN  | 1:44,74  |
| 4     | Mohammed al-Salhi    | SAU  | 1:45,78  |
| 5     | Mohammad al-Azemi    | KWT  | 1:46,67  |
| 6     | Adnan Taess Akkar    | IRQ  | 1:47,09  |
| 7     | Yoshihiro Shimodaira | JPN  | 1:49,45  |
| 8     | Mohammed Shaween     | SAU  | 1:51,19  |

### 1500 m
| Platz | Athlet                   | Land | Zeit (s) |
| ----- | ------------------------ | ---- | -------- |
| 1     | Abubaker Ali Kamal       | QAT  | 3:44,24  |
| 2     | Adnan Taess Akkar        | IRQ  | 3:44,57  |
| 3     | Nasser Shams Kareem      | QAT  | 3:46,09  |
| 4     | Yasunori Murakami        | JPN  | 3:46,80  |
| 5     | Michail Kolganow         | KAZ  | 3:47,45  |
| 6     | Chaminda Indika Wijekoon | LKA  | 3:48,29  |
| 7     | Ghamanda Ram             | IND  | 3:49,62  |
| 8     | Sunil Jayaweera          | LKA  | 3:50,05  |
| 9     | Aschmal Amirow           | TJK  | 3:51,15  |
| 10    | Pritam Bind              | IND  | 3:51,49  |
| 11    | Chen Fu-Pin              | TPE  | 3:51,50  |
| 12    | Park Jung-jin            | KOR  | 3:51,67  |
| 13    | Denis Bagrew             | KGZ  | 3:51,69  |
| 14    | John Lozada              | PHL  | 3:52,21  |
| 15    | Boonthung Srisung        | THA  | 3:52,18  |
| 16    | Qais al-Mahrooqi         | OMN  | 3:53,00  |
| 17    | Nguyễn Đình Cương        | VNM  | 3:53,40  |
| 18    | Hariyono Saputro         | IDN  | 3:58,15  |
| 19    | Mahendran Vadivellan     | MYS  | 4:00,68  |
| 20    | Hem Bunting              | KHM  | 4:03,87  |
| 21    | Saysana Bannavong        | LAO  | 4:08,03  |
| 22    | Jimmy Anak Ahar          | BRN  | 4:17,89  |
| –     | Ehsan Mohajer Shojaei    | IRN  | DNF      |

### 5000 m
| Platz | Athlet             | Land  | Zeit (s) |
| ----- | ------------------ | ----- | -------- |
| 1     | James Kwalia       | QAT   | 14:08,56 |
| 2     | Daham Najim Bashir | QAT   | 14:15,92 |
| 3     | Wu Wen-chien       | TPE   | 14:32,43 |
| 4     | Tomohiro Seto      | JPN   | 14:32,77 |
| 5     | Boonthung Srisung  | THA   | 14:32,85 |
| 6     | Takashi Maeda      | JPN   | 14:33,18 |
| 7     | Denis Bagrew       | KGZ   | 14:34,69 |
| 8     | Aschmal Amirow     | TJK   | 14:43,29 |
| 9     | Huh Jang-Kyu       | KOR   | 14:46,55 |
| 10    | Eum Hyo-Suk        | KOR   | 14:55,61 |
| 11    | Kim Myong Jin      | PRK   | 15:08,61 |
| 12    | Sotiwoldj Chaitow  | TJK   | 15:22,41 |
| 13    | Hem Bunting        | KHM   | 15:41,30 |
| 14    | Saysana Bannavong  | LAO   | 15:43,39 |
| 15    | Calisto da Costa   | TLS   | 16:28,17 |
| 16    | Ieong Chio Wa      | CN-MO | 16:50,51 |

### 10.000 m
| Platz | Athlet                 | Land | Zeit (s) |
| ----- | ---------------------- | ---- | -------- |
| 1     | Essa Ismail Rashed     | QAT  | 29:03,60 |
| 2     | Mukhlid al-Otaibi      | SAU  | 29:04,85 |
| 3     | Ali Saadoun al-Dawoodi | QAT  | 29:05,93 |
| 4     | Yoshinori Oda          | JPN  | 29:47,75 |
| 5     | Kazuo Ietani           | JPN  | 29:50,17 |
| 6     | Lee Myong-seun         | KOR  | 30:25,03 |
| 7     | Kuldeep Kumar          | IND  | 31:18,75 |
| 8     | Sotiwoldj Chaitow      | TJK  | 32:28,74 |

### 110 m Hürden
| Platz | Athlet              | Land | Zeit (s) |
| ----- | ------------------- | ---- | -------- |
| 1     | Liu Xiang           | CHN  | 13,30    |
| 2     | Shi Dongpeng        | CHN  | 13,44    |
| 3     | Rouhollah Askari    | IRN  | 13,89    |
| 4     | Masato Naito        | JPN  | 13,90    |
| 5     | Park Tae-kyong      | KOR  | 14,04    |
| 6     | Mubarak Ata Mubarak | SAU  | 14,13    |
| 7     | Mohd Robani Hassan  | MYS  | 14,17    |
| 8     | Mohammed al-Thawadi | QAT  | 14,46    |

Wind: 0,0 m/s

### 400 m Hürden
| Platz | Athlet                  | Land | Zeit (s) |
| ----- | ----------------------- | ---- | -------- |
| 1     | Hadi Soua’an al-Somaily | SAU  | 49,16    |
| 2     | Jewgeni Meleschenko     | KAZ  | 49,18    |
| 3     | Zhang Shibao            | CHN  | 49,65    |
| 4     | Naohiro Kawakita        | JPN  | 50,10    |
| 5     | Ken Yoshizawa           | JPN  | 50,73    |
| 6     | Bandar Sharahili        | SAU  | 52,13    |
| –     | Patlavath Shankar       | IND  | DQ       |
| –     | Alexei Pogorelow        | KGZ  | DNS      |

### 3000 m Hindernis
| Platz | Athlet                | Land | Zeit (s) |
| ----- | --------------------- | ---- | -------- |
| 1     | Musa Amer Obaid       | QAT  | 8:33,62  |
| 2     | Moustafa Ahmed Shebto | QAT  | 8:40,86  |
| 3     | Wu Wen-chien          | TPE  | 8:42,96  |
| 4     | Yasunori Uchitomi     | JPN  | 8:47,25  |
| 5     | Mohammed Faleh        | IRQ  | 8:49,52  |
| 6     | Kim Young-jin         | KOR  | 8:56,92  |
| 7     | Hiroyoshi Umegae      | JPN  | 9:00,62  |
| 8     | Rene Herrera          | PHL  | 9:03,87  |
| 9     | Arun D’Souza          | IND  | 9:11,87  |
| 10    | Elias Dedeus          | TLS  | 10:35,57 |

### 4 × 100 m Staffel
| Platz | Land                | Athletinnen                                                                      | Zeit (s) |
| ----- | ------------------- | -------------------------------------------------------------------------------- | -------- |
| 1     | Japan               | Kazuyoshi Hidaka Tatsuro Yoshino Yusuke Omae Shingo Suetsugu                     | 39,10    |
| 2     | Thailand            | Seksan Wongsala Wachara Sondee Ekkachai Janthana Sittichai Suwonprateep          | 39,23    |
| 3     | Saudi-Arabien       | Faraj al-Dosari Mubarak Ata Mubarak Yahya al-Gahes Hamed Hamadan al-Bishi        | 39,25    |
| 4     | Volksrepublik China | Guo Fan Liu Dapeng Yang Yaozu Wang Chengliang                                    | 39,73    |
| 5     | Indien              | Anil Kumar Prakash Sandeep Singh Sarkaria Vilas Neelagund Hariharan Jayachandran | 39,74    |
| 6     | Chinesisch Taipeh   | Wang Shih-wen Liu Yuan-kai Lin Yi-wei Chen Tien-wen                              | 40,25    |
| 7     | Oman                | Fahad al-Jabri Juma al-Jabri Hamoud Abdallah al-Dalhami Musabeh al-Masoudi       | 40,46    |
| 8     | Südkorea            | Park Yeong-hwan Lim Hee-nam Choi Hyung-rak Suh Min-suk                           | 40,57    |

### 4 × 400 m Staffel
| Platz | Land          | Athletinnen                                                                                 | Zeit (s) |
| ----- | ------------- | ------------------------------------------------------------------------------------------- | -------- |
| 1     | Japan         | Yuki Yamaguchi Yūzō Kanemaru Hideo Togashi Mitsuhiro Sato                                   | 3:03,51  |
| 2     | Sri Lanka     | Rohan Pradeep Kumara Rohita Imiya Mudiyanselage Manura Kuranage Perera Prasanna Amarasekara | 3:04,12  |
| 3     | Indien        | Anil Kumar Rohil Bhupinder Singh Satbir Singh Patlavath Shankar                             | 3:07,45  |
| 4     | Iran          | Reza Bouazar Mohammad Akefian Ehsan Mohajer Shojaei Sajjad Moradi                           | 3:08,75  |
| 5     | Südkorea      | Kim Jae-da Kim Jun-hyung Choi Myong-joon Cho Sung-kwon                                      | 3:10,56  |
| 6     | Kasachstan    | Boris Chamsin Grigori Aksenow Wadim Linnik Jewgeni Meleschenko                              | 3:10,73  |
| 7     | Philippinen   | Julius Nierras Jimar Aing Ronnie Marfil Ernie Candelario                                    | 3:11,70  |
| –     | Saudi-Arabien | Hamdan al-Bishi Hadi Soua’an al-Somaily Hamed Hamadan al-Bishi Mohammed al-Salhi            | DQ       |

### 20 km Gehen
| Platz | Athlet                         | Land | Zeit (s) |
| ----- | ------------------------------ | ---- | -------- |
| 1     | Lu Ronghua                     | CHN  | 1:25:30  |
| 2     | Kim Hyun-sub                   | KOR  | 1:25:41  |
| 3     | Zhang Hong                     | CHN  | 1:27:14  |
| 4     | Yusuke Yachi                   | JPN  | 1:27:43  |
| 5     | Akinori Matsuzaki              | JPN  | 1:31:02  |
| 6     | Mohd Sharrulhaizy Abdul Rahman | MYS  | 1:32:21  |
| 7     | Lee Dae-ro                     | KOR  | 1:33:35  |

### Hochsprung
| Platz | Athlet                 | Land | Höhe (m) |
| ----- | ---------------------- | ---- | -------- |
| 1     | Manjula Kumara         | LKA  | 2,27     |
| 2     | Naoyuki Daigo          | JPN  | 2,23     |
| 3     | Zhang Shufeng          | CHN  | 2,23     |
| 4     | Nguyễn Duy Bằng        | VNM  | 2,19     |
| 5     | Omar Moussa al-Masrahi | SAU  | 2,15     |
| 5     | Nalin Ratnasiri        | LKA  | 2,15     |
| 7     | Oh Jin-wook            | KOR  | 2,15     |
| 8     | Salem al-Anezi         | KWT  | 2,10     |
| 8     | Lee Hup Wei            | MYS  | 2,10     |
| 10    | Jamal Fakhri al-Qasim  | SAU  | 2,10     |
| 11    | Ahmad Najwan Aqra      | MYS  | 2,10     |
| 12    | Sergei Sassimowitsch   | KAZ  | 2,10     |
| 13    | Jean-Claude Rabbath    | LBN  | 2,10     |
| 14    | Rashid al-Mannai       | QAT  | 2,10     |
| 15    | Satoru Kubota          | JPN  | 2,05     |
| 16    | Chokchai Jirasukrujee  | THA  | 2,05     |
| 17    | Ji Jae-hyung           | KOR  | 2,05     |
| 18    | Cao Yaoqing            | SGP  | 2,00     |
| 19    | Tsao Chih-hao          | TPE  | 2,00     |
| 20    | Chen Hung-chieh        | TPE  | 1,95     |
| 21    | Alexander Jefimenko    | KGZ  | 1,90     |

### Stabhochsprung
| Platz | Athlet                 | Land | Höhe (m) |
| ----- | ---------------------- | ---- | -------- |
| 1     | Daichi Sawano          | JPN  | 5,40     |
| 2     | Zhang Hongwei          | CHN  | 5,20     |
| 3     | Takehito Ariki         | JPN  | 5,20     |
| 4     | Leonid Andreyev        | UZB  | 5,10     |
| 5     | Kim Do-kyun            | KOR  | 5,10     |
| 6     | Sompong Soombankruay   | THA  | 5,10     |
| 7     | Mohsen Rabbani         | IRN  | 5,10     |
| 8     | Fahad Bader al-Mershad | KWT  | 4,80     |
| 9     | Teh Weng Chang         | MYS  | 4,80     |
| 10    | Gajanan Upadhyay       | IND  | 4,80     |
| –     | Liu Feiliang           | CHN  | NM       |
| –     | Artem Pilipenko        | KAZ  | NM       |
| –     | Kim Se-in              | KOR  | NM       |
| –     | Ali Makki al-Sabagha   | KWT  | NM       |

### Weitsprung
| Platz | Athlet                    | Land | Weite (m) |
| ----- | ------------------------- | ---- | --------- |
| 1     | Ahmed Fayez Marzouk       | SAU  | 7,98      |
| 2     | Oh Sang-won               | KOR  | 7,87      |
| 3     | Zhou Can                  | CHN  | 7,83      |
| 4     | Masaki Morinaga           | JPN  | 7,78      |
| 5     | Henry Dagmil              | PHL  | 7,75      |
| 6     | Mahan Singh               | IND  | 7,64      |
| 7     | Shamsher Singh            | IND  | 7,61      |
| 8     | Saleh Abdelaziz al-Haddad | KWT  | 7,46      |
| 9     | Shinichi Terano           | JPN  | 7,45      |
| 10    | Cai Xiaobao               | CHN  | 7,37      |
| 11    | Ban Gi-hoon               | KOR  | 7,78      |
| –     | Konstantin Safronow       | KAZ  | NM        |

### Dreisprung
| Platz | Athlet             | Land | Weite (m) |
| ----- | ------------------ | ---- | --------- |
| 1     | Gu Junjie          | CHN  | 16,90     |
| 2     | Kazuyoshi Ishikawa | JPN  | 16,88     |
| 3     | Kim Deok-hyeon     | KOR  | 16,78     |
| 4     | Roman Walijew      | KAZ  | 16,26     |
| 5     | Salem al-Ahmedi    | SAU  | 16,26     |
| 6     | Mohammad Hazzory   | SYR  | 16,26     |
| 7     | Jewgeni Ektow      | KAZ  | 15,67     |
| 8     | Nattaporn Nomkanha | THA  | 15,61     |
| 9     | Daiki Deguchi      | JPN  | 15,40     |
| 10    | Therayut Philakong | THA  | 15,36     |
| 11    | Bae Yong-il        | PRK  | 14,95     |
| 12    | Dmitriy Mashtakov  | UZB  | 14,38     |

### Kugelstoßen
| Platz | Athlet                   | Land  | Weite (m) |
| ----- | ------------------------ | ----- | --------- |
| 1     | Khalid Habash al-Suwaidi | QAT   | 19,45     |
| 2     | Navpreet Singh           | IND   | 19,40     |
| 3     | Zhang Qi                 | CHN   | 19,02     |
| 4     | Mehdi Shahrokhi          | IRN   | 18,85     |
| 5     | Sultan al-Habashi        | SAU   | 18,62     |
| 6     | Ahmad Gholoum            | KWT   | 17,92     |
| 7     | Shakti Singh             | IND   | 17,88     |
| 8     | Shon Hyun                | KOR   | 17,65     |
| 9     | Hwang In-sung            | KOR   | 17,45     |
| 10    | Amin Nikfar              | IRN   | 18,85     |
| 11    | Meshari Suroor Saad      | KWT   | 16,79     |
| 12    | Sarayudh Pinitjit        | THA   | 18,85     |
| 13    | Ma Kam Cheong            | CN-MO | 18,85     |

### Diskuswurf
| Platz | Athlet                | Land | Weite (m) |
| ----- | --------------------- | ---- | --------- |
| 1     | Ehsan Hadadi          | IRN  | 65,25     |
| 2     | Vikas Gowda           | IND  | 62,84     |
| 3     | Anil Kumar            | IND  | 59,95     |
| 4     | Abbas Samimi          | IRN  | 59,08     |
| 5     | Tulake Nuermaimaiti   | CHN  | 58,02     |
| 6     | Sultan al-Dawoodi     | SAU  | 56,62     |
| 7     | Shigeo Hatakeyama     | JPN  | 54,93     |
| 8     | Choi Jong-bum         | KOR  | 54,77     |
| 9     | James Wong Tuck Yim   | SGP  | 53,29     |
| 10    | Chang Ming-huang      | TPE  | 52,75     |
| 11    | Abdullah al-Shoumari  | SAU  | 52,50     |
| 12    | Ahmed Mohamed Dheeb   | QAT  | 51,18     |
| 13    | Jewgeni Labutow       | KAZ  | 53,29     |
| 14    | Dashdendev Makhashiri | MNG  | 42,12     |
| –     | Wu Tao                | CHN  | NM        |

### Hammerwurf
| Platz | Athlet            | Land | Weite (m) |
| ----- | ----------------- | ---- | --------- |
| 1     | Ali al-Zinkawi    | KWT  | 71,74     |
| 2     | Dilschod Nasarow  | TJK  | 71,38     |
| 3     | Hiroaki Doi       | JPN  | 68,50     |
| 4     | Ye Kuigang        | CHN  | 68,40     |
| 5     | Lee Yoon-chul     | KOR  | 64,56     |
| 6     | Mohamed al-Jawher | KWT  | 63,81     |
| 7     | Arniel Ferrera    | PHL  | 58,61     |

### Speerwurf
| Platz | Athlet                 | Land  | Weite (m) |
| ----- | ---------------------- | ----- | --------- |
| 1     | Li Rongxiang           | CHN   | 78,28     |
| 2     | Jung Sang-jin          | KOR   | 76,85     |
| 3     | Jagdish Bishnoi        | IND   | 74,83     |
| 4     | Ayoub Arakhi           | IRN   | 74,77     |
| 5     | Chu Ki-young           | KOR   | 74,72     |
| 6     | Yukifumi Murakami      | IND   | 74,65     |
| 7     | Chen Qi                | CHN   | 74,37     |
| 8     | An Hyuk-yun            | KOR   | 74,36     |
| 9     | Chou Yi-chen           | TPE   | 71,23     |
| 10    | Firas Zaal al-Mohammed | SYR   | 70,40     |
| 11    | Danilo Fresnido        | PHL   | 66,60     |
| 12    | Harshana Gunathilake   | LKA   | 64,80     |
| 13    | Rinat Tarzumanov       | UZB   | 64,70     |
| 14    | Abdullah al-Omeiri     | KWT   | 64,00     |
| 15    | Wisam al-Khizai        | KWT   | 63,38     |
| 16    | Thirdsak Boonjansri    | THA   | 62,28     |
| 17    | Ma Kam Cheong          | CN-MO | 48,64     |
| –     | Kazuki Yamamoto        | JPN   | NM        |

### Zehnkampf
| Platz | Athlet          | Land | Punkte |
| ----- | --------------- | ---- | ------ |
| 1     | Pavel Andreev   | UZB  | 7744   |
| 2     | Kim Kun-woo     | KOR  | 7694   |
| 3     | Hiromasa Tanaka | JPN  | 7351   |
| 4     | Meng Hsiang-tsu | TPE  | 7232   |
| 5     | Kulwinder Singh | IND  | 7157   |
| 6     | Jora Singh      | IND  | 7032   |
| 7     | Hadi Sepehrzad  | IRN  | 6889   |
| 8     | Boonkete Chalon | THA  | 6718   |
| 9     | Bùi Văn Hà      | VNM  | 6524   |
| 10    | Ravi Ratheeshan | LKA  | 6140   |
| –     | Pawel Dubizki   | KAZ  | DNF    |
| –     | Hsiao Szu-pin   | TPE  | DNF    |
| –     | Vũ Văn Huyện    | VNM  | DNF    |

## Frauen

### 100 m
| Platz | Athlet           | Land | Zeit (s) |
| ----- | ---------------- | ---- | -------- |
| 1     | Qin Wangping     | CHN  | 11,47    |
| 2     | Goʻzal Xubbiyeva | UZB  | 11,56    |
| 3     | Liang Yi         | CHN  | 10,45    |
| 4     | Nongnuch Sanrat  | THA  | 11,82    |
| 5     | Tomoko Ota       | JPN  | 11,85    |
| 6     | Yuka Sato        | JPN  | 11,89    |
| 7     | Oranut Klomdee   | THA  | 11,92    |
| 8     | Poonam Tomar     | IND  | 11,96    |

Wind: +0,3 m/s

### 200 m
| Platz | Athlet             | Land | Zeit (s) |
| ----- | ------------------ | ---- | -------- |
| 1     | Damayanthi Dharsha | LKA  | 23,21    |
| 2     | Goʻzal Xubbiyeva   | UZB  | 23,43    |
| 3     | Ni Xiaoli          | CHN  | 23,58    |
| 4     | Sakie Nobuoka      | JPN  | 24,02    |
| 5     | Rina Fujimaki      | JPN  | 24,19    |
| 6     | Anna Gawrjuschenko | KAZ  | 24,46    |
| 7     | Jiang Zhiying      | CHN  | 24,71    |
| 8     | Lee Ji-eun         | KOR  | 24,92    |

Wind: +0,9 m/s

### 400 m
| Platz | Athlet                   | Land | Zeit (s) |
| ----- | ------------------------ | ---- | -------- |
| 1     | Manjeet Kaur             | IND  | 51,50    |
| 2     | Sathi Geetha             | IND  | 51,75    |
| 3     | Asami Tanno              | JPN  | 52,91    |
| 4     | Tatjana Chadschimuradowa | KAZ  | 52,96    |
| 5     | Olga Tereschkowa         | KAZ  | 52,99    |
| 6     | Menike Wickramasinghe    | LKA  | 53,80    |
| 7     | Zhong Shaoting           | CHN  | 54,21    |
| 8     | Xie Qing                 | CHN  | 55,11    |

### 800 m
| Platz | Athlet              | Land | Zeit (s) |
| ----- | ------------------- | ---- | -------- |
| 1     | Miho Sato           | JPN  | 2:01,84  |
| 2     | Zamira Amirova      | UZB  | 2:04,22  |
| 3     | Ayako Jinnouchi     | JPN  | 2:05,69  |
| 4     | Wiktorija Jalowzewa | KAZ  | 2:07,18  |
| 5     | Đỗ Thị Bông         | VNM  | 2:07,31  |
| 6     | Sinimole Paulose    | IND  | 2:09,73  |
| 7     | Liu Xiaoping        | CHN  | 2:12,86  |
| –     | Santhi Soundarajan  | IND  | DQ       |

### 1500 m
| Platz | Athlet              | Land | Zeit (s) |
| ----- | ------------------- | ---- | -------- |
| 1     | Miho Sugimori       | JPN  | 4:12,69  |
| 2     | Swetlana Lukaschewa | KAZ  | 4:13,83  |
| 3     | Yuriko Kobayashi    | JPN  | 4:14,65  |
| 4     | Sinimole Paulose    | IND  | 4:17,18  |
| 5     | Orchatteri Jaisha   | IND  | 4:17,49  |
| 6     | Trương Thanh Hằng   | VNM  | 4:21,10  |
| 7     | Đỗ Thị Bông         | VNM  | 4:27,63  |
| 8     | Bae Hae-jin         | KOR  | 4:27,63  |
| 9     | Jin Yuan            | CHN  | 4:35,43  |
| 10    | Yu Eun-ji           | KOR  | 4:54,91  |

### 5000 m
| Platz | Athlet            | Land | Zeit (s) |
| ----- | ----------------- | ---- | -------- |
| 1     | Bai Xue           | CHN  | 15:40,89 |
| 2     | Lee Eun-jung      | KOR  | 15:41,67 |
| 3     | Yumi Satō         | JPN  | 15:47,14 |
| 4     | Kayo Sugihara     | JPN  | 15:50,75 |
| 5     | Chen Xiaofang     | CHN  | 16:05,41 |
| 6     | Bae Hae-jin       | KOR  | 16:20,53 |
| 7     | Orchatteri Jaisha | IND  | 16:34,32 |
| 8     | Ro Myong Ok       | PRK  | 16:45,15 |
| 9     | Mercedita Manipol | PHL  | 17:01,15 |

### 10.000 m
| Platz | Athlet              | Land | Zeit (s) |
| ----- | ------------------- | ---- | -------- |
| 1     | Bai Xue             | CHN  | 33:34,74 |
| 2     | Yumi Satō           | JPN  | 33:42,11 |
| 3     | Ham Bong-sil        | PRK  | 34:35,30 |
| 4     | Choi Kyung-hee      | KOR  | 35:07,17 |
| 5     | Chen Xiaofang       | KOR  | 35:23,56 |
| 6     | Ro Un-ok            | PRK  | 36:08,47 |
| 7     | Lee Sun-young       | KOR  | 36:08,78 |
| 8     | Mercedita Manipol   | PHL  | 36:48,87 |
| 9     | Aruna Devi          | IND  | 37:44,68 |
| 10    | Tharanga Jayasekara | LKA  | 37:57,19 |

### 110 m Hürden
| Platz | Athlet              | Land | Zeit (s) |
| ----- | ------------------- | ---- | -------- |
| 1     | Su Yiping           | CHN  | 13,30    |
| 2     | Lee Yeon-kyung      | KOR  | 13,38    |
| 3     | Kumiko Imura        | JPN  | 13,54    |
| 4     | Mami Ishino         | JPN  | 13,56    |
| 5     | Natalja Iwoninskaja | KAZ  | 13,62    |
| 6     | Moh Siew Wei        | MYS  | 13,70    |
| 7     | Dedeh Erawati       | IDN  | 14,10    |
| –     | Trecia Roberts      | THA  | DNF      |

Wind: +0,4 m/s

### 400 m Hürden
| Platz | Athlet                | Land | Zeit (s) |
| ----- | --------------------- | ---- | -------- |
| 1     | Huang Xiaoxiao        | CHN  | 55,63    |
| 2     | Noraseela Mohd Khalid | MYS  | 56,39    |
| 3     | Makiko Yoshida        | JPN  | 56,85    |
| 4     | Satomi Kubokura       | JPN  | 57,23    |
| 5     | Natalja Alimschanowa  | KAZ  | 57,50    |
| 6     | Mary Grace Melgar     | PHL  | 58,09    |
| 7     | Tatjana Asarowa       | KAZ  | 58,68    |
| 8     | Galina Pedan          | KGZ  | 59,05    |

### 4 × 100 m Staffel
| Platz | Land                | Athletinnen                                                             | Zeit (s) |
| ----- | ------------------- | ----------------------------------------------------------------------- | -------- |
| 1     | Thailand            | Sangwan Jaksunin Orranut Klomdee Juthamas Thavoncharoen Nongnuch Sanrat | 44,18    |
| 2     | Volksrepublik China | Jiang Zhiying Liang Yi Ni Xiaoli Qin Wangping                           | 44,24    |
| 3     | Japan               | Tomoko Ota Sakie Nobuoka Yuka Satō Rina Fujimaki                        | 44,85    |
| 4     | Hongkong            | Leung Shuk Wa Pang Hok Man Wan Kin Yee Chan Ho Yee                      | 46,61    |
| 5     | Südkorea            | Kim Ha-na Lee Ji-eun Choi Ju-young Lee Yeon-kyung                       | 47,01    |

### 4 × 400 m Staffel
| Platz | Land                | Athletinnen                                                                       | Zeit (s) |
| ----- | ------------------- | --------------------------------------------------------------------------------- | -------- |
| 1     | Indien              | Rajwinder Kaur Sathi Geetha Chitra Soman Manjeet Kaur                             | 3:30,93  |
| 2     | Kasachstan          | Natalja Alimschanowa Anna Gawrjuschenko Tatjana Chadschimuradowa Olga Tereschkowa | 3:32,61  |
| 3     | Japan               | Satomi Kubokura Asami Chiba Mayu Sato Makiko Yoshida                              | 3:33,54  |
| 4     | Volksrepublik China | Huang Xiaoxiao Xie Qing Tang Xiaoyin Zhong Shaoting                               | 3:37,11  |
| 5     | Sri Lanka           | P. S. M. De Soysa Lasanthi Deepika S. V. A. Kusumawathi Menike Wickramasinghe     | 3:42,60  |
| 6     | Irak                | Dana Hussein Abdulrazak Rasha Abed Yaseen Angham Jabbar Hikmat Alaa Jassem        | 3:58,01  |

### 20 km Gehen
| Platz | Athlet           | Land | Zeit (s) |
| ----- | ---------------- | ---- | -------- |
| 1     | He Dan           | CHN  | 1:34:25  |
| 2     | Tang Yinghua     | CHN  | 1:34:50  |
| 3     | Swetlana Tlstaja | KAZ  | 1:36:39  |
| 4     | Kim Mi-jung      | KOR  | 1:39:21  |
| 5     | Yuan Yufang      | MYS  | 1:42:20  |
| 6     | Ryoko Sakakura   | JPN  | 1:49:48  |
| 7     | Gallage Geetha   | LKA  | 1:51:03  |
| 8     | Yumnam Bala Devi | IND  | 1:54:52  |

### Hochsprung
| Platz | Athlet              | Land | Höhe (m) |
| ----- | ------------------- | ---- | -------- |
| 1     | Tatjana Jefimenko   | KGZ  | 1,92     |
| 2     | Jing Xuezhu         | CHN  | 1,92     |
| 3     | Anna Ustinowa       | KAZ  | 1,84     |
| 4     | Bùi Thị Nhung       | VNM  | 1,84     |
| 5     | Swetlana Stawskaja  | KAZ  | 1,80     |
| 6     | Nguyễn Thị Ngọc Tâm | VNM  | 1,80     |
| 7     | Netnapa Thaiking    | THA  | 1,84     |
| 8     | Yoko Hunnicutt      | JPN  | 1,80     |
| 9     | Miyuki Fukumoto     | JPN  | 1,80     |
| 10    | Yoon Myong-ja       | KOR  | 1,70     |
| 11    | Park Jin-hee        | KOR  | 1,70     |
| –     | Shabana Khanum      | MYS  | NM       |

### Stabhochsprung
| Platz | Athlet          | Land | Höhe (m) |
| ----- | --------------- | ---- | -------- |
| 1     | Gao Shuying     | CHN  | 4,53     |
| 2     | Chang Ko-hsin   | TPE  | 4,10     |
| 3     | Roslinda Samsu  | MYS  | 4,10     |
| 4     | Choi Yun-hee    | KOR  | 4,05     |
| 5     | Ikuko Nishikori | JPN  | 4,00     |
| 6     | Lê Thị Phương   | VNM  | 4,00     |
| 7     | Zhao Yingying   | CHN  | 4,05     |
| 8     | Takayo Kondō    | JPN  | 4,00     |
| 9     | V. S. Surekha   | IND  | 3,80     |
| 10    | Chetna Solanki  | IND  | 3,70     |
| 11    | Hsu Hsueh-chin  | TPE  | 3,60     |

### Weitsprung
| Platz | Athlet                | Land | Weite (m) |
| ----- | --------------------- | ---- | --------- |
| 1     | Anju Bobby George     | IND  | 6,65      |
| 2     | Marestella Torres     | PHL  | 6,63      |
| 3     | Kumiko Imura          | IND  | 6,52      |
| 4     | Olga Rypakowa         | KAZ  | 6,50      |
| 5     | Zhong Mei             | CHN  | 6,43      |
| 6     | Lerma Gabito          | PHL  | 6,40      |
| 7     | Anastasiya Juravlyeva | UZB  | 6,38      |
| 8     | Maho Hanaoka          | JPN  | 6,35      |
| 9     | Jung Soon-ok          | KOR  | 6,33      |
| 10    | Kim Soo-yun           | KOR  | 6,23      |
| 11    | Olessja Beljajewa     | KAZ  | 6,16      |
| 12    | Fadwa al-Bouza        | SYR  | 5,52      |
| 13    | Park Song Hui         | PRK  | 5,51      |
| 14    | Kang Hye Soon         | PRK  | 5,35      |
| 15    | Hikmat Alaa Jassem    | IRQ  | 4,94      |

### Dreisprung
| Platz | Athlet                | Land | Weite (m) |
| ----- | --------------------- | ---- | --------- |
| 1     | Xie Limei             | CHN  | 14,38     |
| 2     | Anastasiya Juravlyeva | UZB  | 14,14     |
| 3     | Huang Qiuyan          | CHN  | 13,75     |
| 4     | Jelena Parfjonowa     | KAZ  | 13,45     |
| 5     | Kim Soo-yun           | KOR  | 13,43     |
| 6     | Fumiyo Yoshida        | JPN  | 13,20     |
| 7     | Thitima Muangjan      | THA  | 13,13     |
| 8     | Wacharee Ritthiwat    | THA  | 13,12     |
| 9     | Jung Hye-kyung        | KOR  | 13,06     |
| 10    | Olessja Beljajewa     | KAZ  | 12,79     |
| 11    | Kang Hye-soon         | PRK  | 11,89     |
| –     | Rachima Sardi         | KGZ  | NM        |

### Kugelstoßen
| Platz | Athlet         | Land | Weite (m) |
| ----- | -------------- | ---- | --------- |
| 1     | Li Meiju       | CHN  | 18,64     |
| 2     | Zhang Guirong  | SGP  | 18,57     |
| 3     | Li Ling        | CHN  | 18,04     |
| 4     | Yoko Toyonaga  | JPN  | 17,07     |
| 5     | Du Xianhui     | SGP  | 16,35     |
| 6     | Lee Mi-young   | KOR  | 16,20     |
| 7     | Iolanta Uljewa | KAZ  | 16,20     |
| 8     | Lin Chia-ying  | TPE  | 15,21     |

### Diskuswurf
| Platz | Athlet         | Land  | Weite (m) |
| ----- | -------------- | ----- | --------- |
| 1     | Song Aimin     | CHN   | 65,15     |
| 2     | Sun Taifeng    | CHN   | 59,09     |
| 3     | Krishna Poonia | IND   | 57,67     |
| 4     | Yuka Murofushi | JPN   | 56,23     |
| 5     | Seema Antil    | IND   | 53,41     |
| 6     | Won Sun-mi     | KOR   | 49,79     |
| 7     | Oksana Kot     | UZB   | 48,32     |
| 8     | Du Xianhui     | SGP   | 46,40     |
| 9     | Hong Lei Lei   | CN-MO | 37,62     |

### Hammerwurf
| Platz | Athlet          | Land | Weite (m) |
| ----- | --------------- | ---- | --------- |
| 1     | Zhang Wenxiu    | CHN  | 70,05     |
| 2     | Gu Yuan         | CHN  | 63,89     |
| 3     | Yuka Murofushi  | JPN  | 62,62     |
| 4     | Huang Chih-feng | TPE  | 59,66     |
| 5     | Chisato Ohashi  | JPN  | 59,40     |
| 6     | Chang Bok-shim  | KOR  | 53,67     |
| 7     | Kang Na-ru      | KOR  | 50,96     |
| 8     | Tan Song Hwa    | MYS  | 49,01     |
| 9     | Yurita Ariani   | IDN  | 48,69     |
| 10    | Razia Sultana   | PAK  | 39,70     |

### Speerwurf
| Platz | Athlet            | Land | Weite (m) |
| ----- | ----------------- | ---- | --------- |
| 1     | Park Ho-hyun      | KOR  | 55,58     |
| 2     | Lee Young-sun     | KOR  | 55,29     |
| 3     | Anne De Silva     | LKA  | 54,86     |
| 4     | Liliya Doʻsmetova | UZB  | 54,52     |
| 5     | Zhang Li          | CHN  | 54,11     |
| 6     | Harumi Yamamoto   | JPN  | 52,600    |
| 7     | Suman Devi        | IND  | 52,58     |
| 8     | Emika Yoshida     | JPN  | 51,62     |
| 9     | Nadeeka Lakmali   | LKA  | 48,54     |
| 10    | Jang Ok-ju        | PRK  | 41,68     |
| 11    | Parveen Akhtar    | PAK  | 37,51     |

### Siebenkampf
| Platz | Athlet             | Land | Punkte |
| ----- | ------------------ | ---- | ------ |
| 1     | Soma Biswas        | IND  | 5.377  |
| 2     | Susmita Singha Roy | IND  | 5.308  |
| 3     | Watcharaporn Masim | THA  | 5.279  |
| 4     | Chinami Yasuda     | JPN  | 5.233  |
| 5     | Lee Eun-im         | KOR  | 5.037  |

## Medaillenspiegel
| Medaillenspiegel | Medaillenspiegel    | Medaillenspiegel | Medaillenspiegel | Medaillenspiegel | Medaillenspiegel |
| Platz            | Land                | Gold             | Silber           | Bronze           | Gesamt           |
| ---------------- | ------------------- | ---------------- | ---------------- | ---------------- | ---------------- |
| 01               | Volksrepublik China | 15               | 7                | 10               | 32               |
| 02               | Japan               | 6                | 5                | 12               | 23               |
| 03               | Katar               | 6                | 3                | 3                | 12               |
| 04               | Indien              | 4                | 5                | 3                | 12               |
| 05               | Saudi-Arabien       | 4                | 1                | 1                | 6                |
| 06               | Sri Lanka           | 2                | 2                | 2                | 6                |
| 07               | Südkorea            | 1                | 7                | 1                | 9                |
| 08               | Usbekistan          | 1                | 3                | 1                | 5                |
| 09               | Thailand            | 1                | 1                | 1                | 3                |
| 10               | Iran                | 1                | 0                | 3                | 4                |
| 11               | Kuwait              | 1                | 0                | 0                | 1                |
| 11               | Kirgisistan         | 1                | 0                | 0                | 1                |
| 013              | Kasachstan          | 0                | 3                | 2                | 5                |
| 014              | Chinesisch Taipeh   | 0                | 1                | 2                | 3                |
| 015              | Malaysia            | 0                | 1                | 1                | 2                |
| 016              | Irak                | 0                | 1                | 0                | 1                |
| 016              | Philippinen         | 0                | 1                | 0                | 1                |
| 016              | Singapur            | 0                | 1                | 0                | 1                |
| 016              | Tadschikistan       | 0                | 1                | 0                | 1                |
| 020              | Nordkorea           | 0                | 0                | 1                | 1                |
| Gesamt           | Gesamt              | 43               | 43               | 43               | 129              |